# Bruno Seidlhofer
Bruno Georg Seidlhofer (ur. 5 września 1905 w Wiedniu, zm. 19 lutego 1982 tamże) – austriacki pianista, organista i pedagog.
W latach 1938–1981 uczył gry na fortepianie w Akademii Muzycznej w Wiedniu; od 1956 jako profesor zwyczajny. Wśród jego uczniów byli m.in.: Martha Argerich, Paul Badura-Skoda, Rudolf Buchbinder, Friedrich Gulda, Nelson Freire, Kjell Bækkelund i inni.
Był dwukrotnie jurorem na Międzynarodowym Konkursie Pianistycznym im. Fryderyka Chopina w Warszawie (1955, 1960).
Został odznaczony Krzyżem Honorowym I Klasy za Naukę i Sztukę.